# Симплегади
Симплегадите (Симплегадски скали) (на гръцки: Συμπληγάδες, Symplēgádes) в древногръцката митология са двойка скали в Босфора, които се блъскали една в друга и между тях никой не можел да премине. Язон и аргонавтите успели да минат през тях благодарение на получен от пророка Финей съвет и с помощта на богиня Атина. Финей ги посъветвал преди да тръгнат да пуснат див гълъб и ако той мине, да опитат и те, а ако гълъбът загине – да се откажат. Гълъбът успял – само няколко пера от опашката му се откъснали. След като скалите се разделили отново, аргонавтите започнали усилено да гребат, но вълните подмятали кораба и гибелта от приближаващите се скали била близка. Тогава Атина задържала с ръка едната скала, а с другата си ръка силно тласнала кораба напред. Така те успели – пострадал само края на кърмата им. Оттогава Симплегадите спрели да се блъскат и другите кораби вече също можели да минават.